# Джуліано Монтальдо
Джуліа́но Монта́льдо (італ. Giuliano Montaldo; 22 лютого 1930, Генуя — 6 вересня 2023, Рим) — італійський кінорежисер, сценарист та актор. Президент італійської національної кінопремії «Давид ді Донателло» Академії італійського кіно з 4 листопада 2016 року.

## Життєпис
Джуліано Монтальдо народився 22 лютого 1930 року в місті Генуї, Італія.
Ще бувши студентом, Монтальдо знявся у фільмі Карло Ліццані «Обережно! Бандити!» (1951). Потім він працював асистентом режисера на зйомках фільмів Ліццані і Джилло Понтекорво. Після ще кількох зіграних ролей у фільмах інших режисерів, у 1961 Монтальдо поставив за власним сценарієм перший свій фільм «Стрільба по блюдечках» (італ. Tiro al piccione).
Найпомітнішими режисерськими роботами Монтальдо стали фільми «Сакко і Ванцетті» (1971) про відомих анархістів і борців за права робітників Ніколу Сакко і Бартоломео Ванцетті, страчених у США на електричному стільці, та «Окуляри в золотій оправі» (1987) — художній фільм про гоніння на євреїв та геїв у 1930-і роки за часів правління в Італії Беніто Муссоліні. Окрім роботи в кіно Монтальдо також поставив для телебачення трилер «Замкнене коло» (1978) за участю Джуліано Джемми та біографічний телесеріал «Марко Поло» (1982) з Кеном Маршаллом у головній ролі.
У 1971 році Джуліано Монтальдо входив до складу журі 7-го Московського міжнародного кінофестивалю, очолюваного Григорієм Козінцевим.
З листопада 2016 року до кінця 2017 року Джуліано Монтальдо очолював як президент Академію італійського кіно та національну кінопремію «Давид ді Донателло».
Джуліано Монтальдо помер 6 вересня 2023 року в себе вдома у Римі в 93-річному віці.

## Фільмографія
Режисер та сценарист
| Рік  |     | Назва українською              | Оригінальна назва            | Режисер | Сценарист |
| ---- | --- | ------------------------------ | ---------------------------- | ------- | --------- |
| 1961 |     | Горації і Куріації             | Orazi e Curiazi              |         | Так       |
| 1961 |     | Стрільба по блюдечках          | Tiro al piccione             | Так     | Так       |
| 1964 |     | Позашлюбний                    | Extraconiugale               | Так     | Так       |
| 1964 |     | Голий для життя                | Nudi per vivere              | Так     |           |
| 1965 |     | Необачність                    | Una bella grinta             | Так     | Так       |
| 1967 |     | За всяку ціну                  | Ad ogni costo                | Так     |           |
| 1968 |     | Недоторканні                   | Gli intoccabili              | Так     | Так       |
| 1970 |     | З нами Бог                     | Gott mit uns (Dio è con noi) | Так     | Так       |
| 1971 |     | Сакко і Ванцетті               | Sacco e Vanzetti             | Так     | Так       |
| 1973 |     | Джордано Бруно                 | Giordano Bruno               | Так     | Так       |
| 1976 |     | Аньєзе йде на смерть           | L'Agnese va a morire         | Так     | Так       |
| 1978 |     | Іграшка                        | Il giocattolo                | Так     | Так       |
| 1978 | т/ф | Замкнене коло                  | Circuito chiuso              | Так     | Так       |
| 1982 | т/с | Марко Поло                     | Marco Polo                   | Так     | Так       |
| 1984 |     | Прощання з Енріко Берлінгуером | L'addio a Enrico Berlinguer  | Так     |           |
| 1986 |     | День перший                    | Il giorno prima              | Так     | Так       |
| 1986 | т/ф | Острів                         | Un'isola                     |         | Так       |
| 1987 |     | Окуляри в золотій оправі       | Gli occhiali d'oro           | Так     | Так       |
| 1989 |     | Час вбивати                    | Tempo di uccidere            | Так     | Так       |
| 1992 |     | Там буде час                   | Ci sarà una volta            | Так     |           |
| 1997 |     |                                | Le stagioni dell'aquila      | Так     |           |
| 2008 |     | Демони Санкт-Петербурга        | I demoni di San Pietroburgo  | Так     | Так       |
| 2009 |     | Золото Куби                    | L'oro di Cuba                | Так     | Так       |
| 2011 |     | Промисловець                   | L'industriale                | Так     | Так       |

Актор
| Рік  |   | Українська назва             | Оригінальна назва          | Роль                       |
| ---- | - | ---------------------------- | -------------------------- | -------------------------- |
| 1951 | ф | Обережно! Бандити!           | Achtung! Banditi!          | Лоренцо                    |
| 1952 | ф | На околиці великого міста    | Ai margini della metropoli |                            |
| 1953 | ф | Повість про бідних закоханих | Cronache di poveri amanti  | Альфредо Чампольмі         |
| 1953 | ф | Сліпа з Сорренто             | La cieca di Sorrento       | священик                   |
| 1954 | ф | Старші класи                 | Terza liceo                | професор релігії           |
| 1955 | ф | Розгромлені                  | Gli sbandati               | розсіяний солдат з Тоскани |
| 1957 | ф | Найпрекрасніший момент       | Il momento più bello       | Дон Граціні                |
| 1958 | ф | Жінка — сенсація дня         | La donna del giorno        |                            |
| 1964 | ф | Позашлюбний                  | Extraconiugale             | (епізод «Душ»)             |
| 1993 | ф | Довге мовчання               | Il lungo silenzio          | прокуратор Капо            |
| 1995 | ф | Звичайний герой              | Un eroe borghese           | Паоло Баффі                |
| 2006 | ф | Кайман                       | Il caimano                 | Франко Часпіо              |
| 2012 | ф | Фея                          | The Haunting of Helena     | доктор Фабіано             |
| 2016 | ф | Трохи проблем                | L'abbiamo fatta grossa     | генерал                    |
| 2017 | ф | Все, що ви хочете            | Tutto quello che vuoi      |                            |

## Визнання
| Рік                                            | Категорія                     | Фільм                     | Результат |
| ---------------------------------------------- | ----------------------------- | ------------------------- | --------- |
| Берлінський міжнародний кінофестиваль          |                               |                           |           |
| 1965                                           | Золотий ведмідь               | Необачність               | Номінація |
| 1978                                           | Золотий ведмідь               | Замкнене коло             | Номінація |
| Каннський міжнародний кінофестиваль            |                               |                           |           |
| 1969                                           | Золота пальмова гілка         | Недоторканні              | Номінація |
| 1971                                           | Золота пальмова гілка         | Сакко і Ванцетті          | Номінація |
| Кінофестиваль неореалістичного кіно в Авелліно |                               |                           |           |
| 1971                                           | Приз за найкращий фільм       | Сакко і Ванцетті          | Перемога  |
| Премія «Срібна стрічка»                        |                               |                           |           |
| 1971                                           | Найкращий режисер             | З нами Бог                | Номінація |
| 1972                                           | Найкращий сценарій            | Сакко і Ванцетті          | Номінація |
| 2012                                           | Найкращий оригінальний сюжет  | Промисловець              | Номінація |
| 2013                                           | Спеціальна Срібна стрічка     | Спеціальна Срібна стрічка | Перемога  |
| Венеційський міжнародний кінофестиваль         |                               |                           |           |
| 1987                                           | Золотий лев                   | Окуляри в золотій оправі  | Номінація |
| 2008                                           | Премія П'єтро Б'янкі          | Премія П'єтро Б'янкі      | Перемога  |
| Премія «Давид ді Донателло»                    |                               |                           |           |
| 2007                                           | Нагорода за кар'єру           | Нагорода за кар'єру       | Перемога  |
| 2018                                           | Найкращий актор другого плану | Усе, що забажаєте         | Перемога  |
| Каїрський міжнародний кінофестиваль            |                               |                           |           |
| 2012                                           | Приз Срібна піраміда          | Промисловець              | Перемога  |